# Snuff 102
Pour plus de détails, voir Fiche technique et Distribution.
Snuff 102 est un film d'horreur argentin réalisé par Mariano Peralta en 2007.
Sa réputation de film le plus choquant jamais réalisé (réputation remise en question avec l'apparition de films comme Philosophy of a Knife,  et A Serbian Film ) lui vaut d'être interdit dans de nombreux pays.

## Synopsis
L'histoire suit conjointement une jeune reportrice interviewant un critique de cinéma sur l’existence des fameux snuff movies et le calvaire de trois jeunes femmes livrées aux mains d’un tortionnaire brutal qui prendra un malin plaisir à leur effectuer les pires tortures imaginables sous l’œil de la caméra.

## Fiche technique
- Titre original et français : Snuff 102
- Réalisation : Mariano Peralta
- Scénario : Mariano Peralta
- Musique : El Hemisferio Derecho
- Direction artistique : Luciana Monforte
- Costumes : Antonella Almeida
- Photographie : Sebastián Claros
- Son : Matiás Dallesandro
- Montage : Iván Torre
- Production : Salvador Haidar
  - Production associée : Adriana Perna, Raúl Perrone
- Sociétés de production : TProd Films
- Sociétés de distribution : Massacre Video (États-Unis), TetroVideo (Royaume-Uni)
- Pays de production :   Argentine
- Langue originale : espagnol
- Format : couleur
- Genre : Horreur, gore
- Durée : 105 minutes
- Dates de sortie :
  - Argentine : mars 2007 (festival du film de Mar del Plata)
  - Royaume-Uni : 14 novembre 2014 (sortie DVD)
  - Canada : 17 février 2015 (sortie DVD)

## Distribution
- Yamila Greco : victime 102
- Eduardo Poli : le critique de cinéma
- Andrea Alfonso : victime 100
- Salvador Haidar : l'acteur pornographique
- Rodrigo Bianco : l'assassin
- Silvia Paz : victime 101

## Production
Le film est tourné de manière très underground et est d'une ultraviolence graphique et gore inimaginable et fortement réaliste. Le film est très peu connu et ne se trouve pas dans le commerce. Il est notamment interdit dans 60 pays, dont la France et les États-Unis. Une version française censurée existe néanmoins. Au départ, ce film a été créé comme une sorte de red room, consistant à filmer des scènes de tortures extrêmement graphiques afin de s'enrichir en les revendant clandestinement, notamment sur le dark web.
Il a d'ailleurs été élu comme le film le plus violent et choquant jamais réalisé plusieurs fois, et fait parler de lui depuis sa sortie en 2007 lors du festival international du film de Mar de Plata où se sont produits plusieurs malaises et un arrêt cardiaque. Certaines personnes ont porté plainte contre le spectacle qui leur a été infligé.
De nombreux films comme A Serbian Film, Ostermontag, Cannibal Holocaust, Philosophy of a Knife, Guinea Pig 2 : Flowers of Fresh and Blood ou encore August Underground's mordum étaient perçus comme au summum du gore et de l'ultra violence, poussés à un degré décrit comme jamais vu dans l'histoire du cinéma et totalement inatteignable, mais selon les spectateurs, Snuff 102 pousse sa violence graphique encore plus loin. Cependant, le film est un faux snuff movie.